# Chacarita
Chacarita é um bairro da cidade argentina de Buenos Aires. É limitado pela avenida Elcano, as linhas do Ferrocarril General Urquiza e do Ferrocarril General San Martín, avenida Del Campo, avenida Garmendia, avenida Warnes, avenida Dorrego, avenida Córdoba, avenida Dorrego e a avenida Álvarez Thomas.

## Origem
O bairro surgiu durante o século XIX, numa época em que ainda estava nos subúrbios da cidade e em que nos terrenos desta zona se viam sobretudo chacras (pequenas quintas), que vieram a dar o nome Chacarita ao bairro.

## Lugares importantes
- Parque Los Andes: é um conhecido espaço verde da cidade, é delimitado pelas avenidas Corrientes, Dorrego, Lacroza e pela rua Guzmán.
- Cemitério da Chacarita: o maior cemitério da Argentina e de toda a América do Sul. Neste local estão depositados os restos mortais do cantor Carlos Gardel. É delimitado pelas avenidas Jorge Newbery, Garmendia, Elcano, Corrientes, pela rua Guzmán e pelas linhas do Ferrocarril San Martín.
- Estação Federico Lacroze: principal estação da linha Urquiza, localiza-se na intersecção das avenidas Federico Lacroze e Corrientes.
- Estação Dorrego: uma das estações da Línea B de metropolitano, localiza-se na intersecção das avenidas Corrientes e Dorrego e foi inaugurada a 17 de Outubro de 1930.
- Bairro Los Andes: complexo de vivendas desenhado pelo arquitecto Fermín Bereterbide inaugurado em 1929, pelo município, o qual deixou de gerir o complexo que passou para administração privada. Está localizado em frente do Parque Los Andes e está delimitado pelas ruas Guzmán, Concepción Arenal, Rodney e Leiva.